# Vladimir Fëdorov (pattinatore)
Vladimir Anatolyevich Fëdorov (in russo Владимир Анатольевич Фёдоров?; Mosca, 22 aprile 1971) è un ex danzatore su ghiaccio russo. Pattinando insieme ad Anželika Krylova ha vinto il bronzo al Campionato del mondo nel 1993.

## Risultati
GP = Gare comprese nel circuito Champions Series dal 1995; rinominato Grand Prix nel 1998

### Con Anna Semenovich
| Internazionali           | Internazionali | Internazionali | Internazionali | Internazionali |
| Evento                   | 1995–96        | 1996–97        | 1997–98        | 1998–99        |
| ------------------------ | -------------- | -------------- | -------------- | -------------- |
| Campionati mondiali      |                |                | 15°            |                |
| GP Cup of Russia         |                |                | 4°             |                |
| GP NHK Trophy            | 3°             | 7°             |                |                |
| GP Skate America         |                |                | 3°             | 4°             |
| GP Skate Canada          |                | 6°             |                |                |
| GP Trophée Lalique       |                |                |                | 4°             |
| Finlandia Trophy         |                | 1°             | 1°             |                |
| Centennial On Ice        | 6°             |                |                |                |
| Lysiane Lauret Challenge |                | 2°             |                |                |
| Autumn Trophy            |                | 3°             |                |                |
| Nazionali                |                |                |                |                |
| Campionati russi         |                |                | 3°             | 4°             |

### Con Anželika Krylova
| Giochi olimpici invernali |    |    | 6° |
| Campionati mondiali       |    | 3° | R  |
| Campionati europei        |    | 4° | 6° |
| International de Paris    | 1° |    |    |
| Nations Cup               |    | 1° |    |
| NHK Trophy                |    | 2° |    |
| Nazionali                 |    |    |    |
| Campionati russi          |    | 3° | 1° |
| Campionati sovietici      | 2° |    |    |
| R = Ritirati              |    |    |    |

### Con Liudmila Berezova
| Internazionali         | Internazionali | Internazionali |
| Evento                 | 1988–89        | 1989–90        |
| ---------------------- | -------------- | -------------- |
| Karl Schäfer Memorial  |                | 1°             |
| Internazionali: Junior |                |                |
| Campionati mondiali    | 2°             |                |